# Ross Elliott
Ross Elliott (The Bronx, 18 juni 1917 – Los Angeles, 12 augustus 1999) was een Amerikaanse acteur. Hij werd vooral bekend door zijn rol als sheriff Abbott in de westernserie The Virginian.

## Biografie
Elliott begon zijn carrière bij het Mercury Theatre, opgericht door Orson Welles. In 1938 was hij een van de stemmen in de hoorspelproductie The War of the Worlds. Vanaf 1943 speelde hij kleine rollen in speelfilms, vaak zonder genoemd te worden in de aftiteling. Hij speelde voor het eerst een grotere rol in Chicago Calling (1951). Verdere rollen in B-films zoals The Beast from 20,000 Fathoms (1953) en Tarantula (1955) volgden, maar het lukte hem nooit om zichzelf te vestigen in de filmwereld. Filmoptredens als The Thrill of It All (1963) en Kelly's Heroes (1970) bleven de uitzondering. Elliotts tv-carrière werd aanzienlijk succesvoller en hij verscheen als gastster in meer dan 100 televisieseries tussen de jaren 1950 en 1980. Hij had ook de terugkerende rol van sheriff Abbott in de westernserie The Virginian van 1962 tot 1971. In 1986 trok Elliott zich terug uit de showbusiness.

## Overlijden
Ross Elliott overleed op 12 augustus 1999 op 82-jarige leeftijd aan de gevolgen van kanker. Hij liet zijn vrouw Sue en zijn zus achter.

## Filmografie (selectie)
Films
- 1950: Woman on the Run
- 1951: Chicago Calling
- 1953: The Beast from 20,000 Fathoms
- 1955: Tarantula
- 1955: Toughest Man Alive
- 1956: Indestructible Man
- 1963: The Thrill of It All
- 1964: The Lively Set
- 1967: Day of the Evil Gun
- 1970: Kelly's Heroes
- 1972: Skyjacked
- 1986: Scorpion

Televisieseries
- 1952: I Love Lucy
- 1956: Fury
- 1958: Perry Mason
- 1961: Laramie
- 1963: The Twilight Zone
- 1965: Mister Ed
- 1966: Voyage to the Bottom of the Sea
- 1968: I Spy
- 1972: Mission: Impossible
- 1973: Bonanza
- 1974: Gunsmoke
- 1975: Columbo
- 1980: The Waltons
- 1981: Dallas
- 1982: Little House on the Prairie
- 1983: The A-Team
- 1985: Alfred Hitchcock Presents

- Gemeinsame Normdatei: 1208772376
- International Standard Name Identifier: 0000 0000 3712 1827
- Library of Congress Control Number: n87896407
- Virtual International Authority File: 1539850
- WorldCat: E39PBJkHqYgPffrDyBMjgyyTpP